# Leptolaena delphinensis
Leptolaena delphinensis – gatunek rodzaju Leptolaena z rodziny Sarcolaenaceae. Występującego naturalnie na Madagaskarze, na terenie dawnej prowincji Toliara. 
Występuje na obszarze 221 km². Naturalnym siedliskiem są lasy przybrzeżne.
Według Czerwonej Księgi jest gatunkiem krytycznie zagrożonym. Jest często selektywnie wykorzystany w budownictwie ze względu na dobre właściwości drewna. Lokalnie jego kora jest używana do produkcji rumu. Ze względu na ograniczony zasięg występowania oraz z powodu oczyszczania lasu pod działalność górniczą przewiduje się spadek populacji tego gatunku w przyszłości o 80%.